# Плуди (Радинський повіт)
Плуди (пол. Płudy) — село в Польщі, у гміні Радинь-Підляський Радинського повіту Люблінського воєводства.
Населення — 316 осіб (2011).
У 1975-1998 роках село належало до Білопідляського воєводства.

## Демографія
Демографічна структура станом на 31 березня 2011 року:
|          | Загалом | Допрацездатний вік | Працездатний вік | Постпрацездатний вік |
| -------- | ------- | ------------------ | ---------------- | -------------------- |
| Чоловіки | 160     | 43                 | 107              | 10                   |
| Жінки    | 156     | 38                 | 74               | 44                   |
| Разом    | 316     | 81                 | 181              | 54                   |